# Czytnik RFID

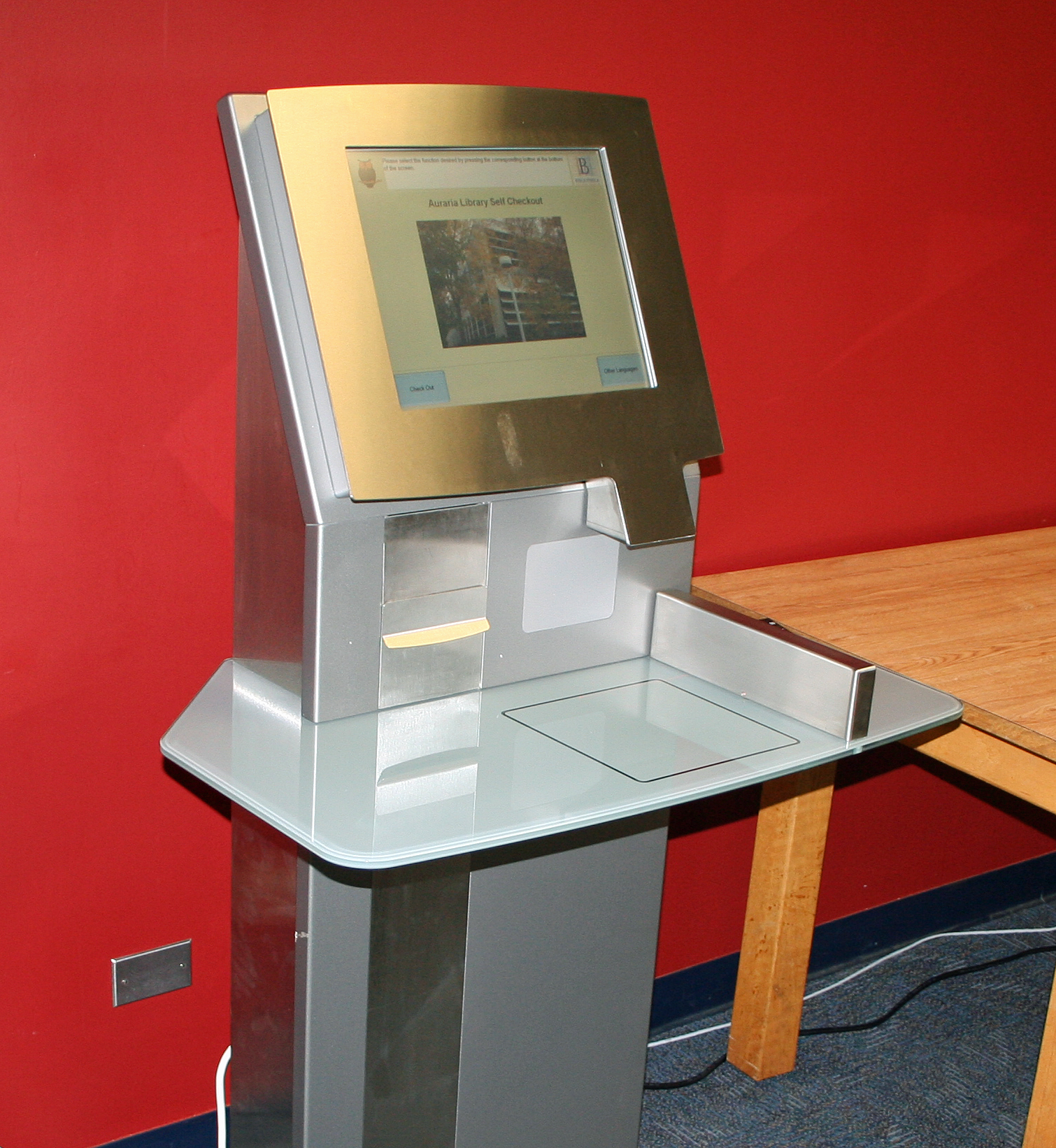
Stanowisko do wypożyczania książek w bibliotece z wykorzystaniem czytnika RFID

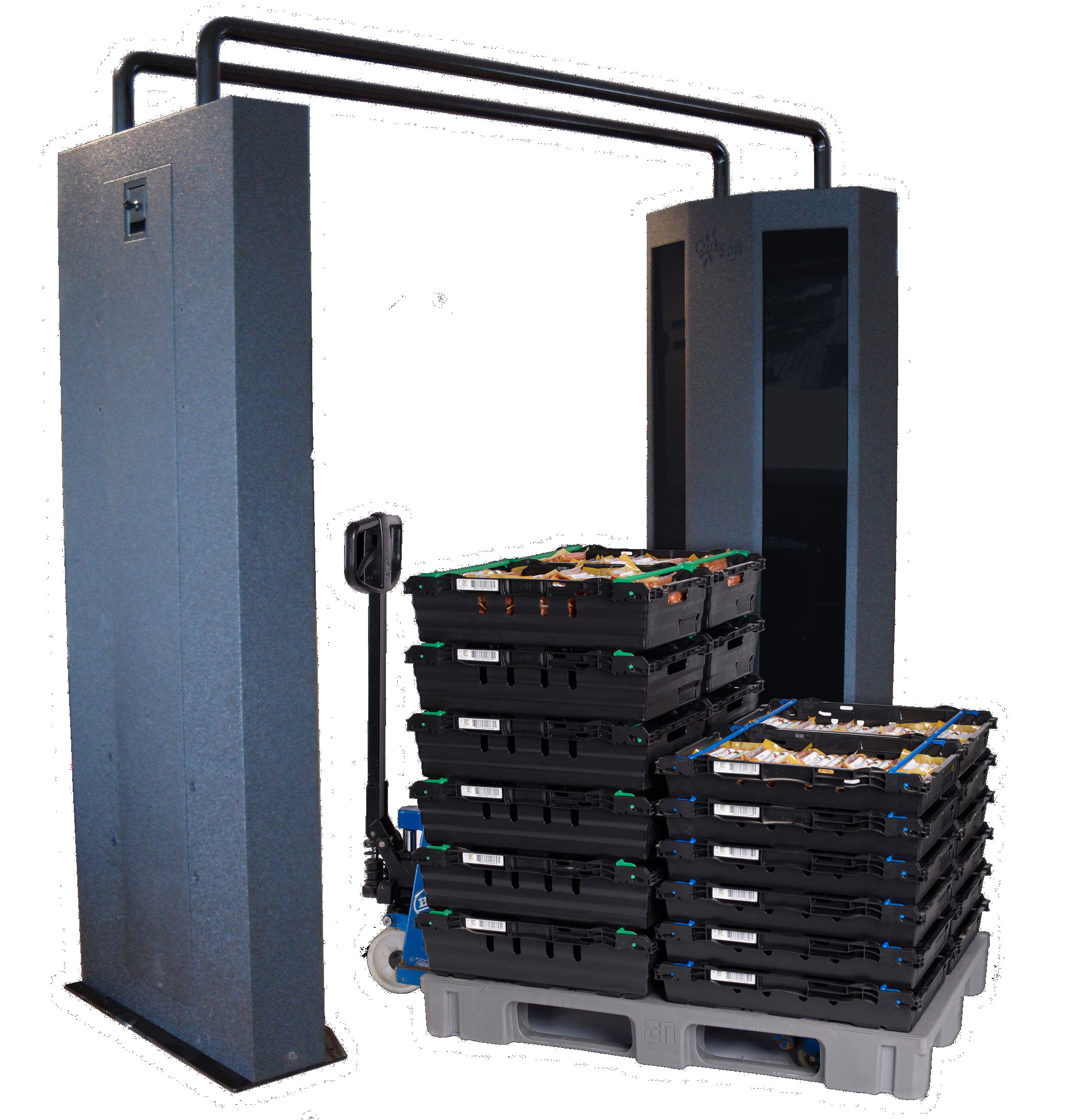
Portal HRAFN do sczytywania RFID

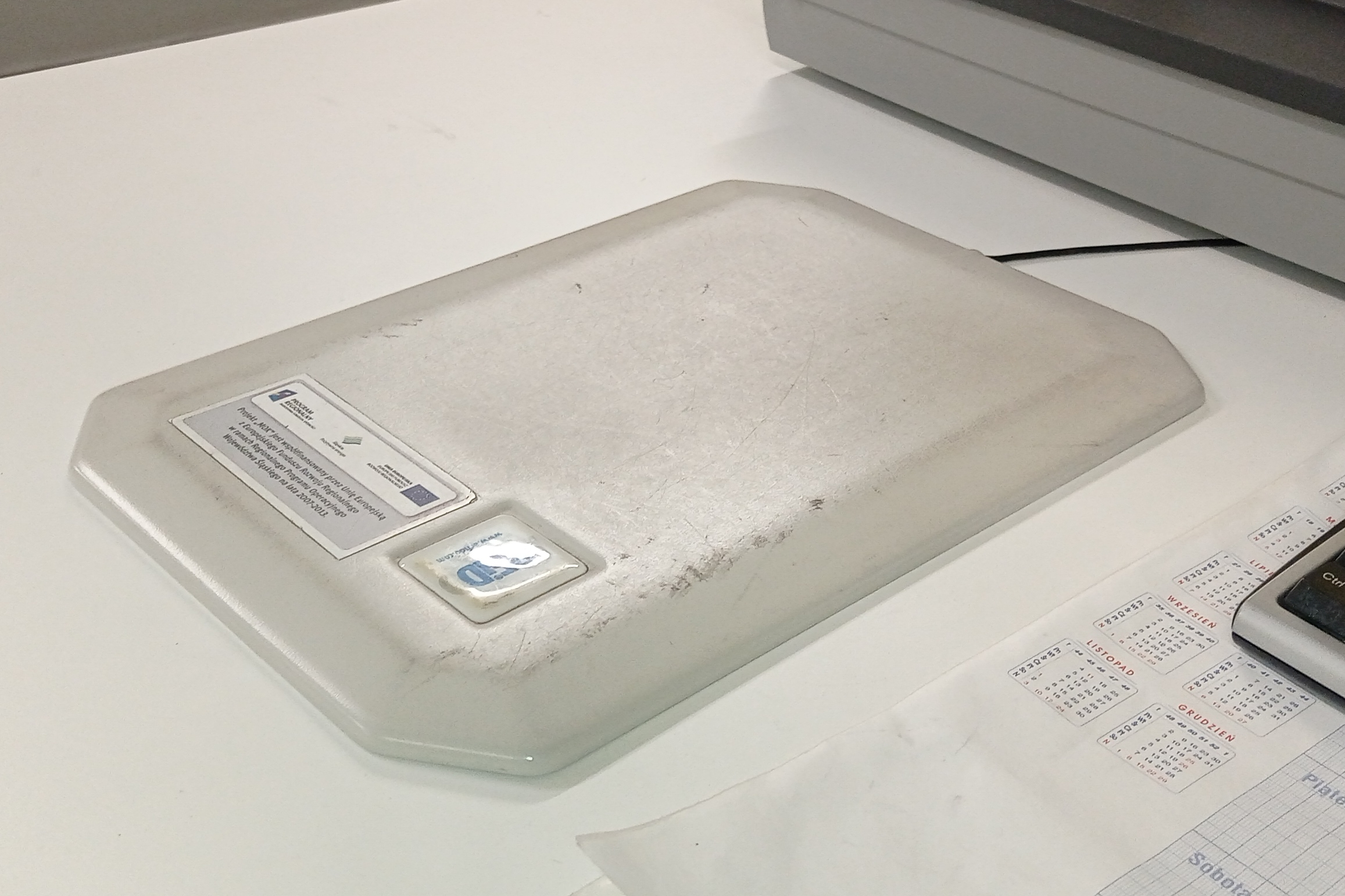
Biblioteczny czytnik RFID do książek i innych dokumentów

Czytnik RFID (ang. Radio-frequency identification) – urządzenie elektroniczne przetwarzające falę radiową na dane cyfrowe oraz odwrotnie, dzięki czemu możliwe jest odczytywanie i kodowanie informacji w transponderach RFID. Czytnik RFID jest odpowiedzialny za komunikację między tagami a oprogramowaniem użytkownika systemu RFID.

## Budowa czytnika RFID
Podstawowymi elementami konstrukcyjnymi każdego czytnika RFID są kontroler czytnika i generator częstotliwości. Kontroler jest złożony z:
- przetworników sygnału analogowego na cyfrowy,
- interfejsu komunikacyjnego z oprogramowaniem,
- pamięci czytnika.

## Rodzaje czytników RFID ze względu na miejsce pracy
W zależności od konstrukcji i przeznaczenia czytnika wyróżnia się następujące ich rodzaje:
- czytniki stacjonarne - są montowane na stałe w jednym miejscu, cechują się stałym podłączeniem do zasilania i nieustanną pracą w trybie czuwania. Najczęściej wykorzystuje się je w formie bram RFID, w magazynach, halach produkcyjnych i strefach. Są przeznaczone do ciągłego skanowania i wykrywania przemieszczających się w ich pobliżu tagów;
- czytniki ruchome - są umieszczane na przenośnych urządzeniach i pojazdach, na przykład na wózkach widłowych. Przeznaczone do skanowania tagów w różnych miejscach i zasilane baterią lub akumulatorem urządzenia, na którym są umieszczane;
- czytniki ręczne - to czytniki RFID w formie urządzeń mobilnych, często nazywane również terminalami RFID, które można wykorzystywać w dowolnym miejscu. Ich konstrukcja przypomina współczesne smartfony z dodatkowym uchwytem w formie rękojeści, zwiększającym wygodę pracy. Bardzo często posiadają również skaner kodów kreskowych.

## Rodzaje czytników ze względu na integrację z anteną
Czytniki RFID rozróżnia się także ze względu na obecność w nich anteny nadawczo-odbiorczej, która zmienia parametry i przeznaczenie urządzenia. Wyróżnia się dwa rodzaje czytników:
- czytniki zintegrowane - wyposażone w antenę RFID, emitującą wytwarzaną falę radiową oraz odbierającą sygnał z transponderów. Wykorzystanie tego rodzaju czytnika eliminuje konieczność stosowania anten zewnętrznych, będących jednym z podstawowych elementów systemu RFID, ale jednocześnie ogranicza obszar skanowania tagów do zasięgu działania anteny wbudowanej w czytnik;
- czytniki niezintegrowane - nie posiadają wbudowanej anteny RFID, a do działania wymagają podłączenia anten zewnętrznych. Często są wyposażone w większą ilość kanałów, dzięki którym do czytnika można podłączyć wiele anten rozmieszczonych w różnych lokalizacjach, co zwiększa zasięg działania całego systemu;